# Anoectochilus sumatranus
Anoectochilus sumatranus är en orkidéart som först beskrevs av Johannes Jacobus Smith, och fick sitt nu gällande namn av James Boughtwood Comber. Anoectochilus sumatranus ingår i släktet Anoectochilus och familjen orkidéer.
Artens utbredningsområde är Sumatera. Inga underarter finns listade i Catalogue of Life.